# Manchester (New York)
Ne doit pas être confondu avec Manchester (village, New York).
Manchester est une ville (town) du comté d'Ontario, dans l'État de New York, aux États-Unis,. En 2010, elle comptait une population de 9 395 habitants.

## Démographie
Lors du recensement de 2010, la ville comptait une population de 9 395 habitants. Elle est estimée, en 2016, à 9 317 habitants.